# آر-77
آر-77 هو صاروخ روسي جو جو متوسط / طويل المدى توجيهه بالرادار النشط وبالقصور الذاتي، ورمز الناتو هو AA-12 الأفعى. انه قادر على اطلاق النار على أي نوع من آلة تحلق على ارتفاعات منخفضة جدا أو ارتفاعات تصل إلى 25,000 متر مع مدى من 80 كم إلى +200 كم كيلومترا R-77M1. ويقول المروجين له أنه صاروخ التفوق الجوي الأكثر تقدما في العالم.

## المستخدمون

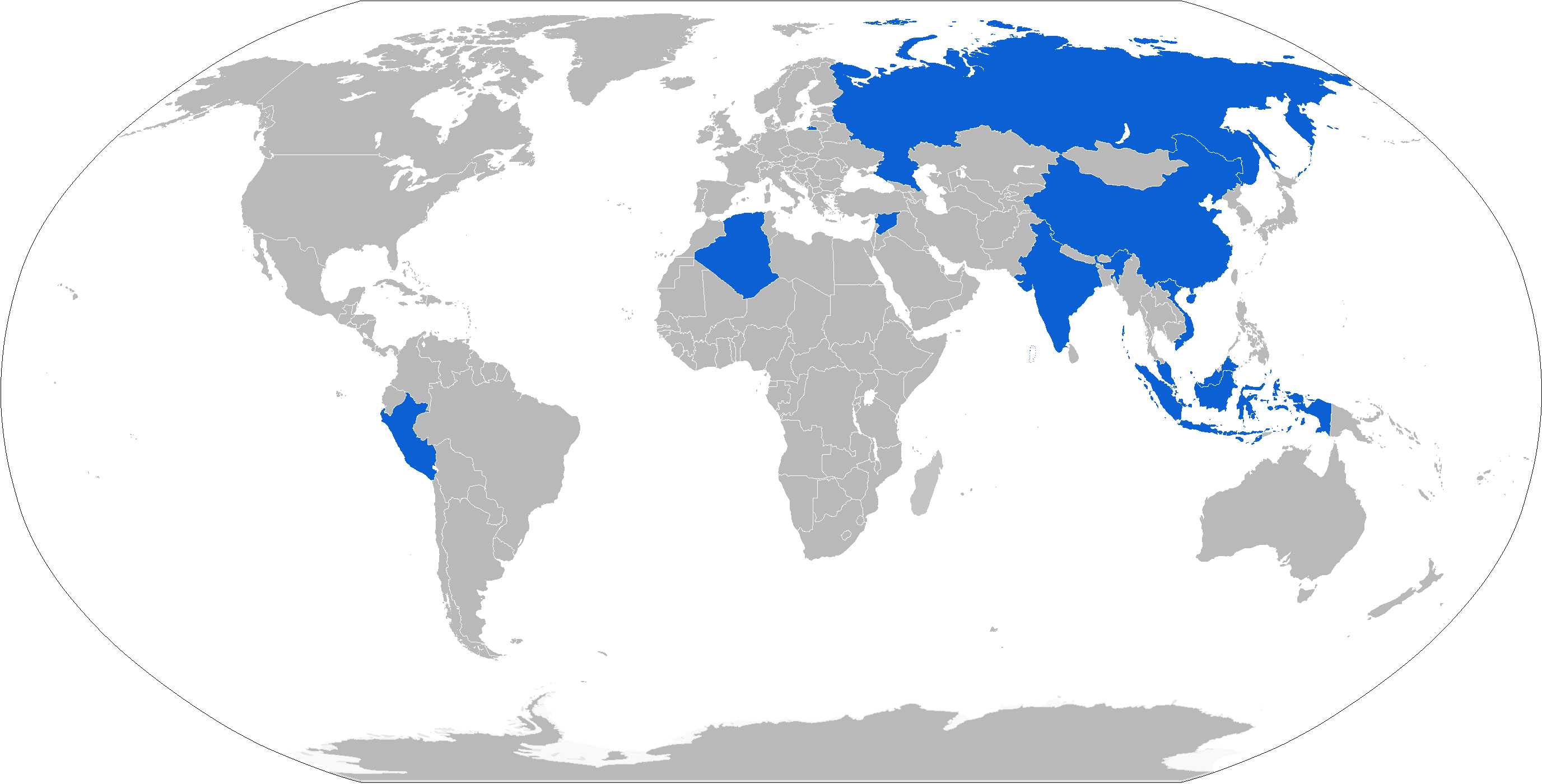
مشغلي ار-77 بالازرق

- روسيا
- الجزائر
- الصين
- الهند
- إندونيسيا
- ماليزيا
- فيتنام
- بيرو
- سوريا
- مصر